# باغچه‌سرا
باغچه‌سرا، روستایی از توابع بخش مرکزی شهرستان آستارا در استان گیلان ایران است.
این روستا شمالی ترین نقطه استان گیلان از لحاظ مختصات جغرافیایی و مسکونی بودن است.

## جمعیت
این روستا در دهستان ویرمونی قرار دارد و براساس سرشماری مرکز آمار ایران در سال ۱۳۸۵، جمعیت آن ۱٬۸۰۵ نفر (۴۷۹خانوار) بوده‌است.